# 康斯坦斯·塔尔梅奇

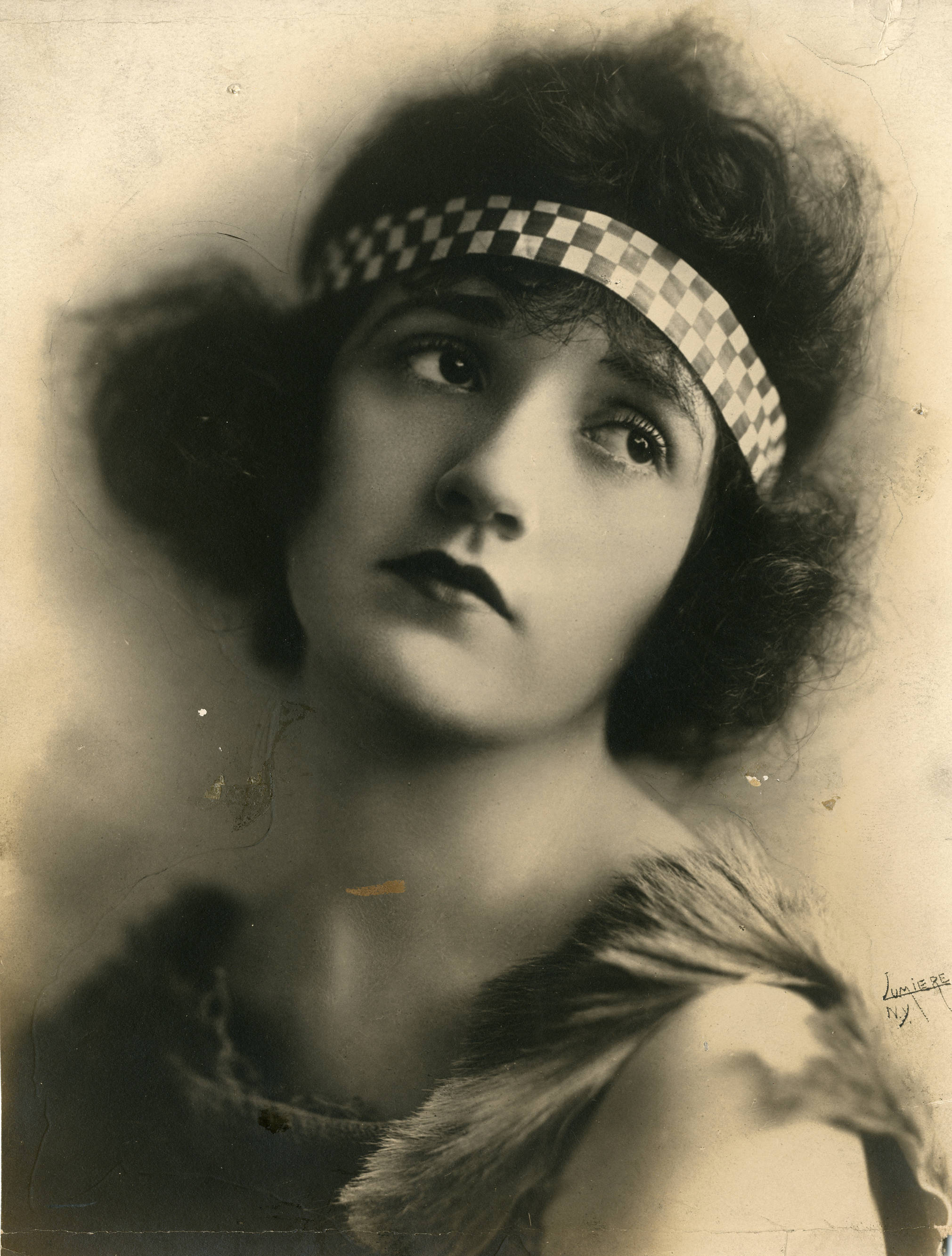
康斯坦斯·塔尔梅奇

康斯坦斯·爱丽丝·塔尔梅奇（英語：Constance Alice Talmadge，1898年4月19日—1973年11月23日），是美国女演员，诺玛·塔尔梅奇、娜塔莉·塔尔梅奇的妹妹。

## 参演作品
- 《Clowns》（1970年）
- 《Seven Chances》（1925年）
- 《East Is West》（1922年）
- 《Who Cares?》（1919年）
- 《Intolerance》（1916年）